# Andromeda (radio emisija)
Andromeda je hrvatska radio emisija koja se bavi temama iz astronomije, astrofizike i astronautike.

## Povijest
Emisiju su pokrenuli novinarka Tanja Devčić i astronom Ante Radonić, voditelj planetarija u Tehničkom muzeju u Zagrebu. Emitira se od 1997. godine na 2. programu Hrvatskoga radija, svakog utorka od 20:00 do 22:00 sata. Tijekom godina u emisiji su gostovali brojni znanstvenici kao npr. Charles Duke i Mike Vucelić koji su sudjelovali u projektu Apollo, dok je najčešći gost astronom Korado Korlević.

## Privremeni prekid emitiranja
Krajem kolovoza 2012. objavljeno je da se emisija ukida odnosno da dolazi do promjene koncepta i samog naziva. Emisija se ipak nastavila snimati svaki tjedan, u Tehničkom muzeju u Zagrebu, te se objavljivala na stranicama web portala Znano.st. U lipnju 2013. godine, nakon promjena u uredništvu, emisija se ponovno počela emitirati na 2. programu Hrvatskog radija.

## Vanjske poveznice
- Andromeda - HRT